# Epipedobates boulengeri
Epipedobates boulengeri es una especie de anfibio anuro de la familia Dendrobatidae.

## Distribución geográfica
Esta especie habita desde el nivel del mar hasta 1460 m de altitud:
- en Colombia, en la isla Gorgona, en la llanura del Pacífico y en el lado occidental de la Cordillera Occidental en los departamentos de Nariño, Cauca y Valle del Cauca;
- En Ecuador, en las provincias de Esmeraldas, Pichincha e Imbabura.[4]

Es una especie terrestre que vive en el suelo de la selva tropical.

## Etimología
Esta especie lleva el nombre en honor a George Albert Boulenger.

## Publicaciones originales
- Barbour, 1905 : The vertebrata of Gorgona Island, Colombia. Reptilia Amphibia. Bulletin of the Museum Comparative Zoology, vol. 46, n.º 5, p. 87-102
- Barbour, 1909 : Corrections regarding the names of two recently described Amphibia Salientia. Proceedings of the Biological Society of Washington, vol. 22, p. 89[5]